# 김동룡
김동룡(한국 한자: 金東龍, 1975년 5월 8일 ~ )은 대한민국의 축구 선수이며, 포지션은 수비수이다.